# ナクソス島のアリアドネ
『ナクソス島のアリアドネ』（ナクソスとうのアリアドネ、Ariadne auf Naxos）作品60は、リヒャルト・シュトラウス作曲、フーゴ・フォン・ホフマンスタール台本によるオペラ。

## 概略
1911年から1912年にかけて、モリエールの戯曲『町人貴族』の劇中劇として書かれ、シュトゥットガルトで作曲者指揮により初演された。しかしながら不評に終わったため、台本、音楽をともに改訂し、劇中劇から独立した1幕オペラとして、1916年10月4日に、ウィーン宮廷歌劇場にてフランツ・シャルクによって初演された。現在は通常、この改訂版が上演される。
『サロメ』、『エレクトラ』など、リヒャルト・シュトラウスが手がけたオペラ作品は、そのほとんどが大管弦楽を駆使した強烈な響きをもつが、そうした中で、本作は36人編成という小オーケストラによる異色の存在である。ただし、通常の古典派2管編成ではなく、鍵盤楽器、打楽器、ハープが多用されるほか、ヴァイオリンが2群に分けられていない変則な編成でシュトラウスのオーケストレーション手腕が発揮されている。
なお、改訂版においてもモリエールの『町人貴族』の劇中劇という設定が残っており、この趣向により、3人の女声の役柄を替えての聴き比べが魅力のひとつとなっている。
プロローグでは、別々に準備された悲劇と喜劇を時間の都合で同時に上演せよという難題を出され、悩む音楽教師やオペラ作曲家、プリマドンナ、踊り子たちのドダバタぶりが描かれる。
つづく本編では、プリマドンナが演じるギリシア神話に基づくアリアドネの悲劇と、踊り子が演じるツェルビネッタらによる舞踏劇が同時進行する。おおむね、アリアドネ側の荘重なアリアの後でツェルビネッタ側が軽妙に突っ込みを入れる形が繰り返される。
日本初演は1971年7月4日に東京文化会館にて、若杉弘と東京フィルハーモニー交響楽団ほかによって行われた。

## 主な登場人物
- 音楽教師（バリトン）
- オペラの作曲家（ソプラノ）
- プリマドンナ、アリアドネ（ソプラノ）
- 踊り子、ツェルビネッタ（ソプラノ）
- テノール歌手、バッカス（テノール）

## 演奏時間
原典版が全一幕約1時間35分、
改訂版が全二幕約2時間（第1幕40分、第2幕80分）。

## 楽器編成
フルート2、オーボエ2、クラリネット2、ファゴット2、ホルン2、トランペット、トロンボーン、ティンパニ、グロッケンシュピール、小太鼓、トライアングル、シンバル、タンブリン、ハープ2、ピアノ、チェレスタ、ハルモニウム、ヴァイオリン6、ヴィオラ4、チェロ4、コントラバス2

## 日本語訳
- 内垣啓一訳　「ナクソス島のアリアドネー」、『ホーフマンスタール選集4.戯曲』所収、河出書房新社、初版1973年

## 「ナクソス島のアリアドネ」著作権裁判
2003年、このオペラの日本での上演に関して、作品の著作権を管理しているとする会社が原告となって裁判がおこされたが、日本側が勝訴した。